# Parki narodowe w Stanach Zjednoczonych
Lista parków narodowych w Stanach Zjednoczonych zawiera 59 parków narodowych istniejących w Stanach Zjednoczonych w czerwcu 2014 roku. Wszystkie parki narodowe znajdują się pod zarządem National Park Service. Spośród 59 parków dwa położone są w terytoriach zależnych. Najstarszym parkiem jest Park Narodowy Yellowstone utworzony 1 marca 1872 roku a ostatnim Park Narodowy Pinnacles utworzony 10 stycznia 2013 roku

## Lista parków narodowych w Stanach Zjednoczonych
Tabela uporządkowana jest w kolejności alfabetycznej. Można ją jednak sortować według stanu, daty utworzenia parku lub powierzchni objętej ochroną. Wymienione są tylko parki istniejące w czerwcu 2014 roku. Parki istniejące w przeszłości, lecz rozwiązane lub zlikwidowane nie są uwzględnione w tym zestawieniu.
| Nazwa                                      | Stan/Terytorium zależne       | Data powstania            | Powierzchnia | Zdjęcie |
| ------------------------------------------ | ----------------------------- | ------------------------- | ------------ | ------- |
| Park Narodowy Acadia                       | Maine                         | 19 stycznia 1929(dts)     | 191,78 km²   |         |
| Park Narodowy Arches                       | Utah                          | 12 kwietnia 1929(dts)     | 309,66 km²   |         |
| Park Narodowy Samoa Amerykańskiego         | Samoa Amerykańskie            | 31 października 1988(dts) | 36,42 km²    |         |
| Park Narodowy Badlands                     | Dakota Południowa             | 24 stycznia 1939(dts)     | 982,4 km²    |         |
| Park Narodowy Big Bend                     | Teksas                        | 12 czerwca 1944(dts)      | 3242,19 km²  |         |
| Park Narodowy Biscayne                     | Floryda                       | 28 czerwca 1980(dts)      | 699,8 km²    |         |
| Park Narodowy Black Canyon of the Gunnison | Kolorado                      | 21 października 1999(dts) | 133,34 km²   |         |
| Park Narodowy Bryce Canyon                 | Utah                          | 25 lutego 1928(dts)       | 145,02 km²   |         |
| Park Narodowy Canyonlands                  | Utah                          | 12 września 1964(dts)     | 1366,21 km²  |         |
| Park Narodowy Capitol Reef                 | Utah                          | 18 grudnia 1971(dts)      | 978,95 km²   |         |
| Park Narodowy Carlsbad Caverns             | Nowy Meksyk                   | 14 maja 1930(dts)         | 189,26 km²   |         |
| Park Narodowy Channel Islands              | Kalifornia                    | 5 marca 1980(dts)         | 1009,94 km²  |         |
| Park Narodowy Congaree                     | Karolina Południowa           | 18 października 1976(dts) | 107,43 km²   |         |
| Park Narodowy Cuyahoga Valley              | Ohio                          | 11 października 2000(dts) | 132,98 km²   |         |
| Park Narodowy Denali                       | Alaska                        | 2 grudnia 1980(dts)       | 19185,76 km² |         |
| Park Narodowy Doliny Śmierci               | Kalifornia i Nevada           | 31 października 1994(dts) | 13647,6 km²  |         |
| Park Narodowy Dry Tortugas                 | Floryda                       | 26 października 1992(dts) | 261,84 km²   |         |
| Park Narodowy Everglades                   | Floryda                       | 6 grudnia 1947(dts)       | 6104,83 km²  |         |
| Park Narodowy Gates of the Arctic          | Alaska                        | 2 grudnia 1980(dts)       | 30448,09 km² |         |
| Park Narodowy Glacier                      | Montana                       | 11 maja 1910(dts)         | 4101,78 km²  |         |
| Park Narodowy Glacier Bay                  | Alaska                        | 2 grudnia 1980(dts)       | 13050,45 km² |         |
| Park Narodowy Gór Skalistych               | Kolorado                      | 26 stycznia 1915(dts)     | 1075,77 km²  |         |
| Park Narodowy Grand Teton                  | Wyoming                       | 26 lutego 1929(dts)       | 1254,5 km²   |         |
| Park Narodowy Great Sand Dunes             | Kolorado                      | 24 września 2004(dts)     | 173,95 km²   |         |
| Park Narodowy Great Smoky Mountains        | Tennessee i Karolina Północna | 15 czerwca 1934(dts)      | 2110,39 km²  |         |
| Park Narodowy Guadalupe Mountains          | Teksas                        | 30 września 1972(dts)     | 349,71 km²   |         |
| Park Narodowy Haleakalā                    | Hawaje                        | 13 września 1960(dts)     | 117,74 km²   |         |
| Park Narodowy Hot Springs                  | Arkansas                      | 4 marca 1921(dts)         | 22,46 km²    |         |
| Park Narodowy Indiana Dunes                | Indiana                       | 19 lutego 2019(dts)       | 62,12 km²    |         |
| Park Narodowy Isle Royale                  | Michigan                      | 3 marca 1931(dts)         | 2313,95 km²  |         |
| Park Narodowy Jaskini Mamuciej             | Kentucky                      | 1 lipca 1941(dts)         | 213,8 km²    |         |
| Park Narodowy Jeziora Kraterowego          | Oregon                        | 22 maja 1902(dts)         | 741,48 km²   |         |
| Park Narodowy Joshua Tree                  | Kalifornia                    | 31 października 1994(dts) | 3195,98 km²  |         |
| Park Narodowy Katmai                       | Alaska                        | 2 grudnia 1980(dts)       | 14870,27 km² |         |
| Park Narodowy Kenai Fjords                 | Alaska                        | 2 grudnia 1980(dts)       | 2711,32 km²  |         |
| Park Narodowy Kings Canyon                 | Kalifornia                    | 4 marca 1940(dts)         | 1869,24 km²  |         |
| Park Narodowy Kobuk Valley                 | Alaska                        | 2 grudnia 1980(dts)       | 7084,89 km²  |         |
| Park Narodowy Lake Clark                   | Alaska                        | 2 grudnia 1980(dts)       | 10601,67 km² |         |
| Park Narodowy Lassen Volcanic              | Kalifornia                    | 9 sierpnia 1916(dts)      | 430,47 km²   |         |
| Park Narodowy Mesa Verde                   | Kolorado                      | 29 czerwca 1906(dts)      | 210,93 km²   |         |
| Park Narodowy Mount Rainier                | Waszyngton                    | 2 marca 1899(dts)         | 953,54 km²   |         |
| Park Narodowy Północnych Gór Kaskadowych   | Waszyngton                    | 2 października 1968(dts)  | 2042,77 km²  |         |
| Park Narodowy Olympic                      | Waszyngton                    | 29 czerwca 1938(dts)      | 3733,83 km²  |         |
| Park Narodowy Pinnacles                    | Kalifornia                    | 10 stycznia 2013(dts)     | 99,2 km²     |         |
| Park Narodowy Redwood                      | Kalifornia                    | 2 października 1968(dts)  | 455,32 km²   |         |
| Park Narodowy Saguaro                      | Arizona                       | 14 października 1994(dts) | 370,04 km²   |         |
| Park Narodowy Sekwoi                       | Kalifornia                    | 25 września 1890(dts)     | 1635,13 km²  |         |
| Park Narodowy Shenandoah                   | Wirginia                      | 26 grudnia 1935(dts)      | 805,51 km²   |         |
| Park Narodowy Skamieniałego Lasu           | Arizona                       | 9 grudnia 1962(dts)       | 378,51 km²   |         |
| Park Narodowy Teodora Roosevelta           | Dakota Północna               | 10 listopada 1978(dts)    | 285,09 km²   |         |
| Park Narodowy Wysp Dziewiczych             | Wyspy Dziewicze               | 2 sierpnia 1956(dts)      | 59,44 km²    |         |
| Park Narodowy Voyageurs                    | Minnesota                     | 8 kwietnia 1975(dts)      | 883,02 km²   |         |
| Park Narodowy Wielkiego Kanionu            | Arizona                       | 26 lutego 1919(dts)       | 4926,65 km²  |         |
| Park Narodowy Wielkiej Kotliny             | Nevada                        | 27 października 1986(dts) | 312,34 km²   |         |
| Park Narodowy Wind Cave                    | Dakota Południowa             | 9 stycznia 1903(dts)      | 114,51 km²   |         |
| Park Narodowy Wrangla-Świętego Eliasza     | Alaska                        | 2 grudnia 1980(dts)       | 33682,53 km² |         |
| Park Narodowy Wulkany Hawaiʻi              | Hawaje                        | 22 września 1961(dts)     | 1308,88 km²  |         |
| Park Narodowy Yellowstone                  | Wyoming, Montana i Idaho      | 1 marca 1872(dts)         | 8983,16 km²  |         |
| Park Narodowy Yosemite                     | Kalifornia                    | 1 października 1890(dts)  | 3080,73 km²  |         |
| Park Narodowy Zion                         | Utah                          | 19 listopada 1919(dts)    | 593,26 km²   |         |